# سلطنت موعود: وارستگی
پادشاهی موعود: وارستگی (به انگلیسی: Kingdom Come: Deliverance)، یک بازی ویدئویی اکشن نقش‌آفرینی محصول سال ۲۰۱۸ است که توسط استودیوهای وارهورس توسعه یافته و توسط دیپ سیلور منتشر شده است. داستان بازی در پادشاهی قرون وسطایی بوهمی، یکی از ایالت‌های امپراتوری مقدس روم، روایت می‌شود و در طول جنگی در بوهم در سال ۱۴۰۳، در زمان شاه ونتسل چهارم، رخ می‌دهد. به دستور سیگیسموند، پادشاه متجاوز مجارستان و برادر ناتنی ونسلاس، مزدوران به روستای معدنی‌ی اسکالیس حمله می‌کنند. یکی از بازماندگان این قتل‌عام، هنری، پسر یک آهنگر است. هنری، درمانده و پرکینه، به خدمت لرد رادزیگ کوبیلا، که رهبری یک جنبش مقاومت علیه سیگیسموند را بر عهده دارد، در می‌آید. همزمان با اینکه هنری عدالت را دنبال می‌کند، درگیر تلاشی برای بازگرداندن پادشاه برحق بوهمیا، ونسلاس، به تخت سلطنت می‌شود. بازی خطوط پویشِ (کوئست لاین‌های) شاخه‌ای را در یک محیط جهان باز، و متمرکز بر محتوای با دقت تاریخی ارائه می‌دهد. بازی مملکت موعود: وارستگی در ۱۳ فوریه ۲۰۱۸ برای پلی‌استیشن ۴، ویندوز و ایکس‌باکس وان و در ۱۵ مارس ۲۰۲۴ برای نینتندو سوییچ منتشر شد. این بازی عموماً نقدهای مثبتی برای رایانه‌های شخصی و نقدهای متفاوتی برای کنسول‌ها دریافت کرد؛ منتقدان داستان و شخصیت‌ها را ستودند، اما بر سر توجه به جزئیات و تمرکز بر واقع‌گرایی اختلاف نظر داشتند و از باگ‌های فنی و سیستم ذخیره‌اش انتقاد کردند. برخی از مفسران، مورخان و محققان، از به تصویر کشیدن برخی از گروه‌های اتتیکی در بازی و همچنین عدم تنوع نژادی در آن انتقاد کردند. بازی تا نوامبر ۲۰۲۴ بیش از ۸ میلیون دستگاه فروخته بود. دنباله‌ای بر این بازی با نام مملکت موعود: وارستگی ۲ در فوریه ۲۰۲۵ منتشر شد.